# Casa de Dirección de la Rio Tinto Company Limited
La casa de dirección de la Rio Tinto Company Limited es un edificio de carácter histórico situado en el municipio español de Minas de Riotinto, en la provincia de Huelva. Fue levantado para acoger las oficinas de la Rio Tinto Company Limited (RTC), empresa británica que actuaba en la zona. En la actualidad el edificio está destinado para diversos usos y acoge la sede de diferentes empresas, asociaciones y fundaciones de la localidad.

## Historia
Hasta la década de 1920 las oficinas centrales de la Rio Tinto Company Limited (RTC) en el municipio de Minas de Riotinto se encontraban ubicadas en el núcleo original de población, la conocida como aldea de «La  Mina». Debido los continuos efectos de los trabajos mineros en la zona, se hizo necesario el traslado de viviendas y de los edificios más importantes al nuevo núcleo de «El Valle», donde ya se habían construido diversas viviendas para los obreros. El arquitecto Alan Brace será el encargado del diseño de estos nuevos proyectos por la compañía a partir de 1927.
La casa de dirección estaba basada en un proyecto de Brace del año 1932. Brace ideó unas oficinas que fueron consideradas excesivamente grandiosas por la dirección de la Rio Tinto Company, por lo que el proyecto fue reformado por su autor, construyéndose el edificio de acuerdo con el segundo diseño. Posteriormente, en 1934 se le realizaron algunas reformas menores que solo afectaron al aspecto exterior del edificio; enfoscados, pinturas etc. Su estilo arquitectónico se sitúa dentro de la corriente estética británica implantada en la provincia de Huelva por la compañía minera que reproduce la arquitectura doméstica británica de principios de este siglo. El edificio fue la sede de la dirección y administración de la Rio Tinto Company Limited hasta 1954, fecha en que la cuenca minera pasó a manos españolas, manteniendo sus funciones bajo los nuevos propietarios. En la década de 1980, ya bajo la empresa Río Tinto Minera, las oficinas administrativas se trasladaron a la zona de Cerro Colorado.

## Descripción
El edificio de las antiguas oficinas de la Rio Tinto Company constituye una de las edificaciones más singulares dentro del paisaje urbano de la localidad de Minas de Riotinto, tanto por su magnitud como por su lenguaje arquitectónico. Presenta un volumen exento, así como dos plantas aproximadamente de forma cuadrada con patio central y cubierta inclinada con teja plana a dos aguas. El ala frontal presenta dos crujías frente a las tres del ala posterior y laterales. El interior, en las dos plantas, se estructura mediante un pasillo central desde el cual se accede a las diferentes habitaciones, y que según su situación dan al patio interior o hacia el exterior. Dentro de este esquema sobresale la solución en arcos de medio punto en las fábricas, para atravesar un muro de carga. En la planta baja se sitúan las oficinas generales, contabilidad, secretaría etc. 
En planta alta se encuentran la dirección y la secciones de dibujo, fotografía, biblioteca, etc. La fachada principal presenta en su zona central un cuerpo más saliente, donde se establece el acceso al interior del inmueble mediante tres vanos de medio punto. En los extremos de dicha fachada, así como las fachadas laterales y posterior, están estructuradas mediante vanos adintelados de forma rectangular cubiertos con pequeños acristalamientos. En un sector de la fachada posterior del edificio se ubica una marquesina, la cual se apoya sobre columnas de fundición; en sus ángulos superiores presenta medios arcos rebajados, los cuales terminan en roleos.